# بارني شولتز
بارني شولتز (بالإنجليزية: Barney Schultz)‏ هو لاعب كرة قاعدة أمريكي، ولد في 15 أغسطس 1926 في بيفرلي في الولايات المتحدة، وتوفي في 6 سبتمبر 2015 في Willingboro Township, New Jersey ‏ في الولايات المتحدة.

## وصلات خارجية
- بارني شولتز على موقع دوري كرة القاعدة الرئيسي (الإنجليزية)
- بارني شولتز على موقعبيزبول رفرنس.كوم (الدوري الرئيسي) (الإنجليزية)
- بارني شولتز على موقعبيزبول رفرنس.كوم (الدوري الثانوي) (الإنجليزية)
- بارني شولتز على موقع جمعية أبحاث البيسبول الأمريكية (الإنجليزية)
- بارني شولتز على موقع إي إس بي إن.كوم (أم.أل.بي) (الإنجليزية)
- بارني شولتز على موقع مشجعي الرسوم البيانية (الإنجليزية)